# Адамув-Весь
Адамув-Весь (пол. Adamów-Wieś) — село в Польщі, у гміні Радзейовиці Жирардовського повіту Мазовецького воєводства.
Населення — 164 особи (2011).

## Демографія
Демографічна структура станом на 31 березня 2011 року:
|          | Загалом | Допрацездатний вік | Працездатний вік | Постпрацездатний вік |
| -------- | ------- | ------------------ | ---------------- | -------------------- |
| Чоловіки | 83      | 15                 | 58               | 10                   |
| Жінки    | 81      | 12                 | 50               | 19                   |
| Разом    | 164     | 27                 | 108              | 29                   |